# فلوريان أيشنر
فلوريان أيشنر (بالألمانية: Florian Eichner)‏ هو مجدف ألماني، ولد في 16 ديسمبر 1985 في كفيدلينبورغ في ألمانيا.

## وصلات خارجية
- فلوريان أيشنر على موقع الاتحاد الدولي للتجديف (الإنجليزية)
- فلوريان أيشنر على موقع اللجنة الأولمبية الدولية (الإنجليزية)
- فلوريان أيشنر على موقع أوليمبيديا (الإنجليزية)
- فلوريان أيشنر على موقع اللجنة الأولمبية الألمانية (الألمانية)